# Motörhead
Motörhead was een Britse heavymetalband, al sprak frontman Lemmy Kilmister van rock-'n-roll. De band werd in 1975 opgericht door Lemmy Kilmister, voormalig bassist van Hawkwind en roadie van Jimi Hendrix. De muziek van Motörhead is van invloed geweest op de muziek van verscheidene bands, waaronder Alice in Chains, Metallica, The Sisters of Mercy, Queens of the Stone Age en Killing Joke. Hun bekendste nummers zijn Ace of Spades en Orgasmatron. Ace of Spades is onder andere gecoverd door Peter Pan Speedrock en Blood for Blood. Orgasmatron is gecoverd door Sepultura.

## Geschiedenis
Lemmy werd in de lente van 1975 uit Hawkwind gezet vanwege zijn andere opvattingen over drugsgebruik, (hij gebruikte amfetamine, de overige bandleden lsd), en in Engeland vormde hij een nieuwe band. Het originele plan was om de band "Bastard" te noemen, maar hij noemde de band uiteindelijk "Motörhead", naar het laatste nummer dat hij had geschreven voor Hawkwind. Motörhead is slang voor een amfetaminegebruiker. De umlaut heeft overigens geen invloed op de uitspraak. Lemmy heeft eens gezegd dat de umlaut op de laatste "O" staat om de naam er "Duitser" (en dus gemener) uit te laten zien.
De eerste bezetting bestond uit Lemmy, Larry Wallis, de voormalig gitarist van de Pink Fairies, en drummer Lucas Fox. In juli 1975 traden ze voor het eerst op en datzelfde jaar namen ze hun eerste album op. Tijdens de opnames van het album verliet Fox de groep. Hij werd vervangen door Phil "Philthy Animal" Taylor. Dit album werd echter niet door de platenmaatschappij uitgebracht, maar toen Motörhead een paar jaar later succesvol werd, werd het als On Parole alsnog uitgebracht. Vrij snel daarna werd een nieuwe gitarist aangenomen, "Fast" Eddie Clarke, waarop Wallis de groep verliet. De nu ontstane formatie, bestaande uit Lemmy, Philthy Animal en Fast Eddie Clarke, zou bekend worden als de klassieke bezetting.
In 1977 kwam het eerste officiële album uit, Motörhead. Het album sloeg aan bij zowel het metal- als het punkpubliek. De twee daaropvolgende albums, Overkill en Bomber waren zeer succesvol, en Motörhead werd beschouwd als een van de belangrijkste Britse metalgroepen van dat moment.
In 1980 kwam Ace of Spades uit. Het album bereikte de toptien van de Britse hitlijsten en de gelijknamige single werd een grote hit. Een jaar later gingen ze een samenwerking aan met de volledig uit vrouwen bestaande band Girlschool. Please don't Touch is een van de nummers die uit de samenwerking voortvloeiden. De samenwerking kreeg de naam Headgirl. Datzelfde jaar bracht de band het livealbum No Sleep 'Til Hammersmith uit. Rond deze tijd was de band op zijn hoogtepunt. Ace of Spades en No Sleep 'Til Hammersmith worden als de beste van Motörhead beschouwd en waren commercieel het meest succesvol.
In 1982 verliet Clarke de band na een ruzie met Lemmy. De reden van de ruzie was waarschijnlijk een samenwerking tussen de band en Wendy O. Williams, de zangeres van the Plasmatics, waar een cover van Tammy Wynettes Stand By Your Man uit voortkwam. Clarke werd vervangen door Brian Robertson, voormalig gitarist van Thin Lizzy. Hij bleef één album (Another Perfect Day) lang en werd in 1984 vervangen door twee gitaristen, Würzel (Michael Burston) en Phil Campbell (voormalig gitarist van Persian Risk). Taylor verliet de band en werd vervangen door Pete Gill.
In 1987 kwam Taylor tijdelijk weer bij de band, om in 1992 te worden vervangen door Mikkey Dee. Sinds het vertrek van Würzel in 1996 is Motörhead weer een driemansformatie en bracht de band elke twee jaar trouw een studioalbum uit.
In 2002 verscheen een autobiografie van Lemmy, White Line Fever en in 2010 verscheen de film Lemmy, over zijn leven.
Op 9 juli 2011 overleed voormalig gitarist Würzel (Michael Burston) op 61-jarige leeftijd aan een hartaandoening.
Op 11 november 2015 overleed voormalig drummer Phil Taylor, eveneens op 61-jarige leeftijd.
Op 28 december 2015 overleed oprichter/bassist/zanger Lemmy Kilmister op 70-jarige leeftijd aan de gevolgen van kanker, die twee dagen voor zijn dood was geconstateerd. Op 29 december bevestigden de overige bandleden dat de band per direct stopt.
Op 10 januari 2018 stierf gitarist Eddie Clarke aan de gevolgen van een longontsteking.

## Discografie

### Albums
| Album met eventuele hitnotering(en) in de Nederlandse Album Top 100 | Datum van verschijnen | Datum van binnenkomst | Hoogste positie | Aantal weken | Opmerkingen   |
| ------------------------------------------------------------------- | --------------------- | --------------------- | --------------- | ------------ | ------------- |
| Motörhead                                                           | 1977                  | -                     | -               | -            |               |
| Overkill                                                            | 1979                  | -                     | -               | -            |               |
| Bomber                                                              | 1979                  | -                     | -               | -            |               |
| On Parole                                                           | 1979                  | -                     | -               | -            | Verzamelalbum |
| Ace of Spades                                                       | 1980                  | -                     | -               | -            |               |
| No Sleep 'til Hammersmith                                           | 1981                  | -                     | -               | -            | Livealbum     |
| Iron Fist                                                           | 1982                  | 24-04-1982            | 26              | 6            |               |
| What's Words Worth?                                                 | 1983                  | -                     | -               | -            | Livealbum     |
| Another Perfect Day                                                 | 1983                  | 02-07-1983            | 39              | 1            |               |
| No Remorse                                                          | 1984                  | -                     | -               | -            | Verzamelalbum |
| Orgasmatron                                                         | 1986                  | 30-08-1986            | 69              | 2            |               |
| Rock 'n' Roll                                                       | 1987                  | 12-09-1987            | 69              | 1            |               |
| No Sleep At All                                                     | 1988                  | -                     | -               | -            | Livealbum     |
| 1916                                                                | 1991                  | -                     | -               | -            |               |
| March ör Die                                                        | 1992                  | -                     | -               | -            |               |
| The Best of Motörhead                                               | 1993                  | -                     | -               | -            | Verzamelalbum |
| All The Aces                                                        | 1993                  | -                     | -               | -            | Verzamelalbum |
| Bastards                                                            | 1993                  | -                     | -               | -            |               |
| Sacrifice                                                           | 1995                  | -                     | -               | -            |               |
| Overnight Sensation                                                 | 1996                  | -                     | -               | -            |               |
| Protect The Innocent                                                | 1997                  | -                     | -               | -            | Verzamelalbum |
| Snake Bite Love                                                     | 1998                  | -                     | -               | -            |               |
| Everything Louder Than Everyone Else                                | 1999                  | -                     | -               | -            | Livealbum     |
| We Are Motörhead                                                    | 2000                  | -                     | -               | -            |               |
| Deaf forever: The Best of Motörhead                                 | 2000                  | -                     | -               | -            | Verzamelalbum |
| The Best Of                                                         | 2000                  | -                     | -               | -            | Verzamelalbum |
| Over The Top: The Rarities                                          | 2000                  | -                     | -               | -            | Verzamelalbum |
| Hammered                                                            | 2002                  | -                     | -               | -            |               |
| Tear Ya Down: The Rarities                                          | 2002                  | -                     | -               | -            | Verzamelalbum |
| Hellraiser: Best of the Epic Years                                  | 2003                  | -                     | -               | -            | Verzamelalbum |
| Stone Deaf Forever!                                                 | 2003                  | -                     | -               | -            | Verzamelalbum |
| Live at Brixton Academy                                             | 2003                  | -                     | -               | -            | Livealbum     |
| Inferno                                                             | 2004                  | -                     | -               | -            |               |
| BBC Live & In-Session                                               | 2005                  | -                     | -               | -            | Livealbum     |
| Kiss Of Death                                                       | 2006                  | 09-09-2006            | 64              | 1            |               |
| Better Motörhead Than Dead: Live at Hammersmith                     | 2007                  | -                     | -               | -            | Livealbum     |
| The Essential Motörhead                                             | 2007                  | -                     | -               | -            | Verzamelalbum |
| Motörizer                                                           | 2008                  | 06-09-2008            | 58              | 3            |               |
| The Wörld Is Yours                                                  | 2010                  | -                     | -               | -            |               |
| Aftershock                                                          | 2013                  | 26-10-2013            | 64              | 1            |               |
| Bad Magic                                                           | 2015                  | 05-09-2015            | 7               | 5            |               |
| Clean Your Clock                                                    | 10-06-2016            | 25-06-2016            | 75              | 1            | Livealbum     |
| Under Cöver                                                         | 01-09-2017            | 09-09-2017            | 87              | 1            | Verzamelalbum |

### Singles
| Single met eventuele hitnotering(en) in de Nederlandse Top 40 | Datum van verschijnen | Datum van binnenkomst | Hoogste positie | Aantal weken | Opmerkingen                 |
| ------------------------------------------------------------- | --------------------- | --------------------- | --------------- | ------------ | --------------------------- |
| Born to Raise Hell (met Ice-T & Whitfield Crane)              | 1994                  | 22-10-1994            | tip 15          | -            | Nr. 45 in de Single Top 100 |

### NPO Radio 2 Top 2000
| Nummer met noteringen in de NPO Radio 2 Top 2000 | '14  | '15 | '16 | '17 | '18 | '19 | '20 | '21 | '22 | '23 | '24 |
| ------------------------------------------------ | ---- | --- | --- | --- | --- | --- | --- | --- | --- | --- | --- |
| Ace of Spades                                    | 1474 | 896 | 156 | 190 | 226 | 209 | 201 | 207 | 268 | 278 | 309 |

1. ↑  Een vetgedrukt getal geeft de hoogste notering aan.
2. ↑  2014 was het eerste jaar met een notering voor dit nummer.

### De Zwaarste Lijst
| De Zwaarste Lijst | 2009* | 2010* | 2011* | 2012* | 2013 | 2014 | 2015 | 2016 | 2017 | 2018 | 2019 | 2020 | 2021 | 2022 | 2023 | 2024 | 2025 |
| ----------------- | ----- | ----- | ----- | ----- | ---- | ---- | ---- | ---- | ---- | ---- | ---- | ---- | ---- | ---- | ---- | ---- | ---- |
| Ace of Spades     | 3     | 4     | 8     | 5     | 4    | 5    | 9    | 3    | 4    | 8    | 7    | 9    | 18   | 13   | 16   | 12   | 12   |
| Overkill          | -     | -     | -     | -     | -    | -    | -    | 37   | -    | -    | -    | -    | -    | -    | -    | -    | -    |

- Tot 2012 had de Zwaarste Lijst 70 plaatsen. Dit werd vanaf 2013 verminderd tot 66.

### Dvd's
| Dvd's met hitnoteringen in de Nederlandse Music Top 30 | Datum van verschijnen | Datum van binnenkomst | Hoogste positie | Aantal weken | Opmerkingen |
| ------------------------------------------------------ | --------------------- | --------------------- | --------------- | ------------ | ----------- |
| Clean Your Clock                                       | 2016                  | 25-06-2016            | 15              | 3            |             |

## Filmografie
- 1982 · UndeRage: bevat "Ace of Spades" – Contemporary Films Ltd.
- 1985 · Phenomena ook bekend als Creepers: bevat "Locomotive" – Genesis Home Video.
- 1986 · Zombie Nightmare: bevat "Ace of Spades" – New World Pictures.
- 1988 · The Decline of Western Civilization Part II, The Metal Years: bevat "Cradle to the Grave" – RCA/Columbia Pictures Home Video.
- 1988 · Eat the Rich: bevat "Nothing up My Sleeve", "Built for Speed", "Orgasmatron", "Doctor Rock", "On the Road", "Eat the Rich" en "Bess" – New Line Home Entertainment.
- 1992 · Hellraiser: bevat "Hellraiser" en "Hell on Earth". "Born to Raise Hell" werd opgenomen in dezelfde sessie, deze werd tijdens de aftiteling afgespeeld, maar verscheen niet op het originele soundtrackalbum – geregisseerd door Anthony Hickox.
- 1994 · Airheads: bevat "Born to Raise Hell" – 20th Century Fox Distribution.
- 1990 · Hardware: bevat "Ace of Spades" – HBO Home Video.
- 1996 · Tromeo and Juliet: bevat "Sacrifice" – Troma Team.
- 1996 · The Boy's Club: – A-pix Entertainment.
- 1997 · Grosse Pointe Blank: bevat "Ace of Spades" – Hollywood Pictures Home Video.
- 1997 · Wishmaster: bevat "Listen to the Heart" – geregisseerd door Robert Kurtzman.
- 1998 · Whatever: bevat "The Chase Is Better than the Catch" – Sony Pictures Classics/Columbia TriStar Home Video.
- 1999 · Mrs. Death: bevat "Born to Raise Hell" – geregisseerd door Jack Williams.
- 2002 · Ash Wednesday: bevat "Shoot 'em Down" – geregisseerd door Edward Burns.
- 2004 · The SpongeBob SquarePants Movie: bevat "You Better Swim" – United International Pictures. Gebaseerd op het eerder uitgebrachtte nummer "You Better Run", alleen de tekst werd veranderd.
- 2005 · Metal: A Headbanger's Journey: bevat "Ace of Spades" – Seville Pictures/Warner Home Video.
- 2006 · Free Jimmy: bevat "Ace of Spades" – geregisseerd door Christopher Nielsen.
- 2006 · Starter For 10: bevat "Ace of Spades" – Picturehouse.
- 2007 · Smokin' Aces: bevat "Ace of Spades" – Universal Pictures Distribution.
- 2007 · Life on the Road With Mr. and Mrs. Brown: – La Vie En Rose.
- 2007 · Rise of the footsoldier: Bevat "We are the Roadcrew".
- 2013 · Walking Dead 3: bevat "Ace of Spades".